# Antenor (alfarero)
Antenor (en griego antiguo: Άντῄνωρ) fue un griego antiguo cuya inscripción con su nombre, difícil de interpretar, en un fragmento de cerámica es objeto de disputa entre los estudiosos de la arqueología clásica.
Se encontró una inscripción con su nombre en griego antiguo en un vaso encontrado en la Acrópolis de Atenas. Es indiscutible la adición de la inscripción a Antenor, conservada de forma incompleta. Se encontró en la parte superior y cónica de la base de un dinos. El Pintor de la jarra de los carneros la decoró en estilo protoático y se considera una de sus obras tardías. La pintura permite datar el fragmento en la primera mitad del siglo VII a. C. La inscripción es la más antigua de un vaso griego que no se refiere directamente a la representación. Por esta razón, y porque el vaso no se ha conservado completamente, dejando otras posibles referencias poco claras, no se sabe a qué se refiere el nombre. Es posible que Antenor sea el alfarero o el pintor de vasos de la pieza. En este último caso, esto volvería a relacionar al Pintor de la jarra de los carneros con el nombre correcto después de más de 2500 años. Pero también es posible que nombre al propietario o al donante de un exvoto. 